# Liste der Nummer-eins-Hits in Kanada (2008)
Diese Liste enthält alle Nummer-eins-Hits in Kanada im Jahr 2008. Es gab in diesem Jahr zwölf Nummer-eins-Singles und 31 Nummer-eins-Alben.
| Singles | Alben |
| --- | --- |
| - Timbaland presents OneRepublic – Apologize - 13 Wochen (3. November 2007 – 1. Februar 2008) - Flo Rida feat. T-Pain – Low - 8 Wochen (2. Februar – 28. März) - Sara Bareilles – Love Song - 1 Woche (29. März – 4. April) - Leona Lewis – Bleeding Love - 1 Woche (5. April – 11. April) - Madonna feat. Justin Timberlake & Timbaland – 4 Minutes - 6 Wochen (12. April – 23. Mai, insgesamt 9 Wochen) - Rihanna – Take a Bow - 1 Woche (24. Mai – 30. Mai) - Madonna feat. Justin Timberlake & Timbaland – 4 Minutes - 3 Wochen (31. Mai – 20. Juni, insgesamt 9 Wochen) - Katy Perry – I Kissed a Girl - 9 Wochen (21. Juni – 22. August) - Lady Gaga feat. Colby O’Donis – Just Dance - 5 Wochen (23. August – 26. September) - P!nk – So What - 4 Wochen (27. September – 24. Oktober) - Britney Spears – Womanizer - 5 Wochen (25. Oktober – 28. November) - Katy Perry – Hot n Cold - 2 Wochen (29. November – 12. Dezember) - Lady Gaga – Poker Face - 8 Wochen (13. Dezember 2008 – 6. Februar 2009, insgesamt 9 Wochen; → 2009) | - Josh Groban – Noël - 4 Wochen (15. Dezember 2007 – 11. Januar 2008, insgesamt 6 Wochen; → 2007) - Céline Dion – Taking Chances - 1 Woche (12. Januar – 18. Januar, insgesamt 3 Wochen; → 2007) - Radiohead – In Rainbows - 3 Wochen (19. Januar – 8. Februar) - Juno (Soundtrack) - 1 Woche (9. Februar – 15. Februar) - Protest the Hero – Fortress - 1 Woche (16. Februar – 22. Februar) - Jack Johnson – Sleep Through The Static - 3 Wochen (23. Februar – 14. März, insgesamt 6 Wochen) - Isabelle Boulay – Nos lendemains - 1 Woche (15. März – 21. März) - Jack Johnson – Sleep Through The Static - 2 Wochen (22. März – 4. April, insgesamt 6 Wochen) - Bryan Adams – 11 - 1 Woche (5. April – 11. April) - Jack Johnson – Sleep Through The Static - 1 Woche (12. April – 18. April, insgesamt 6 Wochen) - R.E.M. – Accelerate - 1 Woche (19. April – 25. April) - Leona Lewis – Spirit - 1 Woche (26. April – 2. Mai) - Mariah Carey – E=MC² - 1 Woche (3. Mai – 9. Mai) - Éric Lapointe – Ma Peau - 1 Woche (10. Mai – 16. Mai) - Madonna – Hard Candy - 2 Wochen (17. Mai – 30. Mai) - Death Cab for Cutie – Narrow Stairs - 1 Woche (31. Mai – 6. Juni) - Sam Roberts – Love At The End Of The World - 1 Woche (7. Juni – 13. Juni) - Usher – Here I Stand - 1 Woche (14. Juni – 20. Juni) - Disturbed – Indestructible - 1 Woche (21. Juni – 27. Juni) - Lil Wayne – Tha Carter III - 1 Woche (28. Juni – 4. Juli) - Coldplay – Viva la Vida or Death and All His Friends - 5 Wochen (5. Juli – 8. August) - Miley Cyrus – Breakout - 2 Wochen (9. August – 22. August) - Cast Of Mamma Mia! – Mamma Mia! The Movie Soundtrack Featuring the Songs of ABBA - 1 Woche (23. August – 29. August) - Jonas Brothers – A Little Bit Longer - 2 Wochen (30. August – 12. September) - Slipknot – All Hope Is Gone - 1 Woche (13. September – 19. September) - New Kids on the Block – The Block - 1 Woche (20. September – 26. September) - Metallica – Death Magnetic - 4 Wochen (27. September – 24. Oktober, insgesamt 5 Wochen) - Rise Against – Appeal to Reason - 1 Woche (25. Oktober – 31. Oktober) - Metallica – Death Magnetic - 1 Woche (1. November – 7. November, insgesamt 5 Wochen) - AC/DC – Black Ice - 3 Wochen (8. November – 28. November) - Taylor Swift – Fearless - 1 Woche (29. November – 5. Dezember) - Nickelback – Dark Horse - 1 Woche (6. Dezember – 12. Dezember, insgesamt 6 Wochen) - Guns N’ Roses – Chinese Democracy - 1 Woche (13. Dezember – 19. Dezember) - Britney Spears – Circus - 1 Woche (20. Dezember – 26. Dezember, insgesamt 2 Wochen; → 2009) - Nickelback – Dark Horse - 2 Wochen (27. Dezember 2008 – 9. Januar 2009, insgesamt 6 Wochen; → 2009) |